# Renia Spiegel
Renia Spiegel (Uhryn'kivci, 18 giugno 1924 – Przemyśl, 30 luglio 1942) è stata una giovane ebrea polacca uccisa durante l'Olocausto.
Il suo diario, scritto tra i 15 e i 18 anni, documenta la sua esperienza da adolescente nella città di Przemyśl durante la Seconda guerra mondiale, quando le condizioni per gli ebrei si deteriorarono. Spiegel scrisse su argomenti ordinari come la scuola, le amicizie e il romanticismo, nonché sulla sua paura della guerra in crescita e sull'essere costretta a trasferirsi nel ghetto di Przemyśl. Sebbene fosse in possesso della famiglia Spiegel da decenni, il diario non è stato letto da altri fino al 2012.

## Biografia
Renia Spiegel nacque il 18 giugno 1924 a Uhryn'kivci (all'epoca in Polonia, ora nell'Ucraina occidentale) da genitori ebrei polacchi Bernard Spiegel e Róza Maria Leszczyńska. È cresciuta nella tenuta di suo padre sul fiume Dniester vicino al vecchio confine rumeno, insieme a una sorella di otto anni più giovane di lei, Ariana, che era una stella del cinema per bambini in Polonia.
Renia e Ariana alloggiavano nel piccolo appartamento dei nonni a Przemyśl, in Polonia, quando il Patto Molotov-Ribbentrop nell'agosto 1939 e la successiva invasione nazista della Polonia fecero separare loro dalla madre a Varsavia. La nonna di Spiegel possedeva un negozio di cartoleria e suo nonno era un imprenditore edile. Mentre la guerra continuava, Spiegel frequentò la scuola e socializzò a Przemyśl, e nel 1940 iniziò a sviluppare un rapporto romantico con Zygmunt Schwarzer, figlio di un importante medico ebreo. 
Quando il ghetto di Przemyśl fu istituito nel luglio 1942, Spiegel si trasferì insieme ad altri 24.000 ebrei. Dopo circa due settimane, Schwarzer fece evadere segretamente Spiegel dal ghetto e nascose lei e i suoi genitori nella soffitta della casa di suo zio per aiutarli a evitare la deportazione nei campi di concentramento. Successivamente un informatore anonimo riferì del nascondiglio alla polizia nazista, che giustiziò la diciottenne Spiegel insieme ai genitori di Schwarzer per strada il 30 luglio 1942. 
La madre, la sorella e Schwarzer di Spiegel sopravvissero alla guerra ed emigrarono negli Stati Uniti.

## Il diario
Spiegel iniziò a comporre il suo diario il 31 gennaio 1939, quando aveva quindici anni. Il diario di quasi 700 pagine era per lo più tenuto segreto, ed era composto da sette quaderni scolastici cuciti insieme.  Il diario parla in gran parte della vita scolastica, sociale e familiare di Spiegel a Przemyśl, toccando in particolare la sua angoscia per essere stata separata da sua madre, il suo rapporto romantico con Zygmunt Schwarzer, la paura della guerra in crescita e il terrore di trasferirsi nel ghetto. Oltre alle voci scritte a mano, il diario contiene disegni e poesie scritte da Spiegel.  Nella sua ultima pagina, Spiegel scrisse:
Nel luglio 1942, Schwarzer prese possesso del diario e scrisse le ultime voci su come nascondere Spiegel fuori dal ghetto e sulla sua morte: "Tre colpi! Tre vite perse! Tutto quello che posso sentire sono colpi, colpi". Schwarzer portò con sé il diario negli Stati Uniti dopo la guerra, e lo diede alla madre di Spiegel negli anni '50 o '60. La sorella di Spiegel, Ariana, entrò in possesso del diario nel 1969. 
I giornalisti hanno confrontato e comparato il diario di Spiegel con quello di Anna Frank; la rivista Smithsonian ha osservato che "Renia era un po' più grande e più sofisticata... Viveva anche nel mondo invece che in solitudine".

## Eredità
Sebbene fosse in possesso della famiglia Spiegel da decenni, il diario non fu letto da altri fino al 2012, quando la figlia di Ariana, Alexandra Renata Bellak, lo fece tradurre per la prima volta in inglese dai traduttori Anna Blasiak e Marta Dziurosz. Il diario è stato pubblicato in polacco nel 2016 e ha ispirato uno spettacolo teatrale polacco. Gli estratti sono stati pubblicati per la prima volta in inglese sulla rivista Smithsonian nel 2018. La sua prima pubblicazione in inglese, intitolata Renia’s Diary: A Young Girl’s Life in the Shadow of the Holocaust, è stata programmata nel mese di settembre del 2019.
Il diario è anche il soggetto di un film documentario diretto da Tomasz Magierski dal titolo Broken Dreams. Il film è stato presentato in anteprima alle Nazioni Unite a New York come parte del suo programma di commemorazione dell'Olocausto. 